# 愛 am BEST
『愛 am BEST』（あい アム ベスト）は、大塚愛自身初のベストアルバム。2007年3月28日にavex traxよりリリースされた。なお、正式な表記では「愛」の字が○で囲まれている（本人直筆のサインである）。

## 概要
- 初回限定盤はDVDが付属するブリスターケース仕様になっており、同梱特典として愛はんこがついている。DVDの内容はビデオクリップ集で、収録曲・曲順はCDと同じ。「LOVE MUSiC」は本作品のために撮り下ろした作品。さらにCDでの隠しトラック「BABASHIのテーマ」の隠し映像もあり（ロケ地は富士山と富士急ハイランドのキング・オブ・コースターFUJIYAMA）。隠し映像を見る方法は 公式ページ 参照。
- また、大塚愛公式モバイルファンクラブ「LOVE9CUBE」限定仕様のパッケージが発売された（こちらも「CD+DVD」仕様）。この限定盤は、ブリスターケースの色が赤でなくピンクになっている。また、缶バッジの配色が異なっている。
- 同年9月26日に4thアルバム「LOVE PiECE」と同時発売で「CDのみ」のバージョンが発売された。なお、「CDのみ」盤は同年10月31日生産分まで「期間限定フラッシュプライス盤」と題した特別価格で発売された。
- 総出荷枚数が100万枚を超えたため、「100万枚突破!」という金色のシールが貼られている[注釈 1]。
- オリコン月間アルバムチャートで初の1位を獲得。
- タイトルの『愛 am BEST』は、作詞作曲にクレジットされている“愛”を前に出したかったため、このようになった[2]。
- 収録曲は2003年から2005年までのシングル曲が中心であり、2006年以降に発表された楽曲は選考対象とはなっていない。この選曲は「基盤」の時期までということで、これについては大塚本人が「2005年まではまだゼロだった。本当のスタートは2006年から」[3]「昔（2005年末までに）出したシングルは右左が極端な色を持っていて、じゃあ真ん中は?というのがフレンジャー（2006年）以降」[3] と語っている。
- このアルバムに収録されている曲は、「ビー玉」以外はほとんどデビュー前に作られたものである。最も古くは「Cherish」が16歳の高校時代のとき、新しくは「甘えんぼ」や「大好きだよ。」が19歳の短大時代に作られている[4]。
- 2024年3月6日には本作の2枚組LPレコード盤がリリースされた。

## 収録曲
| 全作詞・作曲: 愛、全編曲: 愛・Ikoman。 |                                   |      |            |
| #                                      | タイトル                          | 作詞 | 作曲・編曲 |
| 1.                                     | 「桃ノ花ビラ」                    | 愛   | 愛         |
| 2.                                     | 「さくらんぼ」                    | 愛   | 愛         |
| 3.                                     | 「甘えんぼ」                      | 愛   | 愛         |
| 4.                                     | 「Happy Days」                    | 愛   | 愛         |
| 5.                                     | 「金魚花火」                      | 愛   | 愛         |
| 6.                                     | 「大好きだよ。」                  | 愛   | 愛         |
| 7.                                     | 「黒毛和牛上塩タン焼680円」       | 愛   | 愛         |
| 8.                                     | 「Cherish」                       | 愛   | 愛         |
| 9.                                     | 「SMILY」                         | 愛   | 愛         |
| 10.                                    | 「ビー玉」                        | 愛   | 愛         |
| 11.                                    | 「ネコに風船」                    | 愛   | 愛         |
| 12.                                    | 「プラネタリウム」                | 愛   | 愛         |
| 13.                                    | 「LOVE MUSiC」                    | 愛   | 愛         |
| 99.                                    | 「BABASHIのテーマ」(Secret Track) | 愛   | 愛         |

| 全作詞・作曲: 愛、全編曲: 愛・Ikoman。 |                             |      |            |
| #                                      | タイトル                    | 作詞 | 作曲・編曲 |
| 1.                                     | 「桃ノ花ビラ」              | 愛   | 愛         |
| 2.                                     | 「さくらんぼ」              | 愛   | 愛         |
| 3.                                     | 「甘えんぼ」                | 愛   | 愛         |
| 4.                                     | 「Happy Days」              | 愛   | 愛         |
| 5.                                     | 「金魚花火」                | 愛   | 愛         |
| 6.                                     | 「大好きだよ。」            | 愛   | 愛         |
| 7.                                     | 「黒毛和牛上塩タン焼680円」 | 愛   | 愛         |
| 8.                                     | 「Cherish」                 | 愛   | 愛         |
| 9.                                     | 「SMILY」                   | 愛   | 愛         |
| 10.                                    | 「ビー玉」                  | 愛   | 愛         |
| 11.                                    | 「ネコに風船」              | 愛   | 愛         |
| 12.                                    | 「プラネタリウム」          | 愛   | 愛         |
| 13.                                    | 「LOVE MUSiC」              | 愛   | 愛         |
| sec.                                   | 「BABASHIのテーマ」         | 愛   | 愛         |

### 解説
斜体文字は今回初めてコピーコントロールから外れた楽曲。
1. 桃ノ花ビラ
1stシングル。
LPレコード盤ではここからが1枚目のA面。
2. さくらんぼ
2ndシングル。
3. 甘えんぼ
3rdシングル。
4. Happy Days
4thシングル。
5. 金魚花火
5thシングル。
LPレコード盤ではここからが1枚目のB面。
6. 大好きだよ。
6thシングル。
7. 黒毛和牛上塩タン焼680円
7thシングル。アルバム初収録。
8. Cherish
NANAのトリビュートアルバム「LOVE for NANA 〜Only 1 Tribute〜」収録曲。後に発売された3rdアルバム『LOVE COOK』にも収録された。
LPレコード盤ではここからが2枚目のA面。
9. SMILY
8thシングル。
10. ビー玉
8thシングル。
11. ネコに風船
9thシングル。
12. プラネタリウム
10thシングル。
LPレコード盤ではここからが2枚目のB面。
13. LOVE MUSiC
3rdアルバム『LOVE COOK』収録曲。

- 隠しトラック

1. BABASHIのテーマ
14トラック〜98トラックの5秒ずつの無音状態を挟み、収録されている。
デビュー3周年を記念して2006年9月9日より「LOVE9CUBE」より配信された楽曲で、本作で初CD化。

### クレジット
1. 桃ノ花ビラ
  - 大塚愛：Vocal
  - Ikoman：Programming
  - 伊丹雅博：蛇皮線
2. さくらんぼ
  - 大塚愛：Vocal
  - Ikoman：Programming
  - 小豆沢 "Azzey" 達郎：Bass
  - YOKAN：Trumpet, Brass Arrangement
  - 井上昇：Trombone
  - 竹上良成：Saxophone
3. 甘えんぼ
  - 大塚愛：Vocal, Piano
  - Ikoman：Guitars, Programming
  - 小豆沢 "Azzey" 達郎：Bass
  - 庄司さとし：Oboe, Cor Anglais
  - 上杉洋史：Hammond B-3
4. Happy Days
  - 大塚愛：Vocal
  - Ikoman：Electric Guitar, Bass, Programming
  - 徳田善久：Electric Guitar
  - 原ディー、徳ちん、あっきぃ、しょーへい：オイッ！
5. 金魚花火
  - 大塚愛：Vocal, Piano
  - Ikoman：Programming
6. 大好きだよ。
  - 大塚愛：Vocal, Piano
  - Ikoman：Programming
  - 弦一徹ストリングス：Strings
  - 弦一徹：Strings Arrangement
7. 黒毛和牛上塩タン焼680円
  - 大塚愛：Vocal
  - Ikoman：Electric Guitar, Bass, Organ, Programming
8. Cherish
  - 大塚愛：Vocal, Piano
  - Ikoman：Electric Guitar, Programming
  - 道太郎：Bass
  - 河村“カースケ”智康：Drums
  - クラッシャー木村ストリングス：Strings
  - クラッシャー木村：Strings Arrangement
  - 鶴見泰郎：Guitar Technician
9. SMILY
  - 大塚愛：Vocal
  - Ikoman：Electric Guitar, Programming
  - 林部直樹：Electric Guitar
10. ビー玉
  - 大塚愛：Vocal, Electric Piano
  - Ikoman：Electric Piano, Programming
  - Yu-pan：Manipulate
11. ネコに風船
  - 大塚愛：Vocal
  - Ikoman：Electric Guitar, Tambourine, Programming
  - 藤井謙二：Acoustic Guitar
  - 佐藤研二：Bass
  - 佐野康夫：Drums
  - クラッシャー木村ストリングス：Strings
  - 弦一徹：Strings Arrangement
12. プラネタリウム
  - 大塚愛：Vocal, Piano
  - Ikoman：Electric Guitar, Programming
  - 種子田健：Bass
  - 河村“カースケ”智康：Drums
  - 添川浩史：尺八
13. LOVE MUSiC
  - 大塚愛：Vocal, Piano
  - Ikoman：Electric Guitar, Tambourine, Programming
  - 藤井謙二：Electric  Guitar
  - 佐藤研二：Bass
  - ターキー：Drums
  - 武井俊樹：Fagotto
  - 岡村美央：Violin